# Leucauge dromedaria
Leucauge dromedaria är en spindelart som först beskrevs av Tord Tamerlan Teodor Thorell 1881.  Leucauge dromedaria ingår i släktet Leucauge och familjen käkspindlar. Inga underarter finns listade i Catalogue of Life.